# Ernst Reijseger
Ernst Reijseger (né le  13 novembre 1954 à Bussum) est un violoncelliste et un compositeur néerlandais. Inclassable, il se situe aux croisées des chemins entre musique contemporaine, free jazz, avant-garde jazz, et musique improvisée.

## Biographie
Ernst Reijseger commence à jouer du violoncelle à huit ans et bénéficie de la formation de grands maîtres classiques. Rapidement, il participe à différents courants musicaux sans s'enfermer dans aucun d'entre eux. Au début des années 1970, il s'intéresse ainsi à la musique improvisée. Il joue notamment avec Derek Bailey. Il se produit à travers l'Europe, avec différents artistes dont Burton Greene dont la notoriété s'était construite initialement sur la scène new-yorkaise de free jazz. Il intervient aussi dans des spectacles de  danse et de théâtre, et joue au sein du Theo Loevendie Consort.
Dans les années 1980, il joue dans divers ensembles tels que l'Amsterdam Stringtrio, le Guus Janssen Septet, et l'Instant Composers Pool . Ce dernier ensemble dirigé par Misha Mengelberg interprète d'une manière innovante les œuvres de Thelonious Monk, Herbie Nichols et Duke Ellington, ainsi que ses propres compositions inspirées par le jazz, le tango et la musique folk. Reijseger joue pendant 10 ans au sein de cet orchestre.
À la fin des années 1980, il fonde avec le saxophoniste Michael Moore et le batteur Han Bennink le Trio Clusone, nommé d'après le festival du même nom en Italie, le Clusone Jazz Festival, à Clusone, où ils ont joué ensemble. Ce trio se produit pendant une dizaine d'années et enregistre six albums. Parallèlement, Ernst Reijseger enregistre avec l'Arcado String Trio et se produit dans les mêmes années avec de nombreux compositeurs et instrumentistes tels Louis Sclavis, Steve Lacy ou Yo-Yo Ma.
Dans les années 2000 et 2010, il compose des musiques de films et de documentaire notamment pour des œuvres de Werner Herzog,. Il forme également un nouveau trio avec la violoncelliste Larissa Groeneveld et le pianiste Frank Van De Laar et multiplie les rencontres musicales.

## Discographie
- 1979 : Mistakes, avec Sean Bergin –  Broken
- 1982 : Cellotape & Scotchtape , avec Alan "Gunga" Purves  –  Data Records
- 1991 : Noci...Strani Frutti: Live At Europa Jazz Festival , avec  Han Benninck et Pino Minafra  –  Leo Records
- 1991 : Dutch Masters, avec Misha Mengelberg, Steve Lacy, George Lewis, et Han Bennink  –  Soul Note
- 1992 : And So On, avec Günter Sommer, Léon Francioli, Mario Schiano, et Paul Rutherford  –  Splasch Records
- 1995 : Et on ne parle pas du temps, avec Louis Sclavis –  Free Music Production
- 1996 : Used To Be Friends, avec  Peter Kowald, Mario Schiano, Paul Lovens, et Paul Rutherford –  Splasch Records
- 1997 : Colla Parte: Versioni Per Violoncello Solos –  Winter & Winter
- 1999 : Colla Voche , avec  Tenore E Cuncordu De Orosei –  Winter & Winter
- 2000 : Lively, avec Yuri Honing, et Misha Mengelberg –  Buzz Records
- 2000 : Drawing, avec Alessio Riccio –  Unorthodox Recordings
- 2001 : TA, avec Alan "Gunga" Purves –  Nimbus West Records
- 2002 : I Love You So Much It Hurts, avec Franco D'Andrea –  Winter & Winter
- 2003 : Tumulti, avec Maria Pia De Vito, Patrice Heral, et Paul Urbanek –  Il Manifesto
- 2003 : Janna, avec Mola Sylla et Serigne C.M. Gueye –  Winter & Winter
- 2004 : Autumn Music, avec le Simon Nabatov Trio (Simon Nabatov, Drew Gress, Mark Helias, Tom Rainey)  et Michael Vatcher –  Léo Records
- 2006 : Full of Colour, avec Vittorio Ghielmi, Paraphrases sur des œuvres d’Antoine Forqueray –  Winter & Winter
- 2006 : Requiem for a dying planet –  Winter & Winter
- 2007 : Do You Still, avec Larissa Groeneveld et Frank Van De Laar –  Winter & Winter
- 2008 : Tell Me Everything –  Winter & Winter
- 2010 : Zembrocal Musical, avec Groove Lélé –  Winter & Winter
- 2011 : Square Down, avec Matthias Schubert et Simon Nabatov –  Leo Records
- 2011 : Cave Of Forgotten Dreams  –  Winter & Winter
- 2013 : Down Deep, avec Harmen Fraanje et Mola Sylla –  Winter & Winter

Au sein du Theo Loevendie Consort
- 1969 : Mandela –  Catfish

Au sein du Guus Janssen Septet
- 1984 : Guus Janssen Septet –  Claxon
- 1987 : 85 .... 86 –  Claxon

Au sein du Amsterdam Stringtrio (Ernst Glerum, Ernst Reijseger, Maurice Horsthuis)
- 1986 : Dodokakania  –  Data Records
- 1988 : Wild West (live) –   	Nimbus West Records
- 2000 : Winter Theme  –  Winter & Winter
- 2002 : Lente In De Werkplaats , avec le Nederlands Jeugd Strijkorkest  –  Cococon

Au sein du Trio Clusone (Ernst Reijgeser, Han Bennink, Michael Moore)
- 1992 : Clusone 3  –  Ramboy Records
- 1994 : Soft Lights And Sweet Music   –  Hat ART
- 1994 : I Am An Indian  –  Ramboy Records
- 1997 : Love Henry  –  Gramavision
- 1999 : Rara Avis  –  hatOLOGY
- 2000 : An Hour With...  –  hatOLOGY

Au sein de l'Arcado String Trio (Ernst Reijgeser, Mark Feldman, Mark Dresser)
- 1995 : Double Trio - Green Dolphy Suite, avec Louis Sclavis, Jacques Di Donato et Armand Angster  –  Enja Records

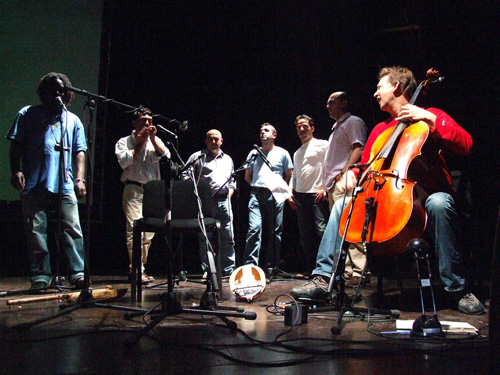
Mola Sylla, Concordu e Tenore de Orosei et Ernst Reijseger jouant la musique du film The Wild Blue Yonder de Werner Herzog

- 1996 : Live In Europe –  Avant

## Musiques de films
- 2000 - Ajax: Hark the Herald Angel Sings
- 2004 - The White Diamond
- 2005 - The Wild Blue Yonder
- 2008 - The Unforbidden City
- 2009 - Dans l'œil d'un tueur
- 2010 - It's Already Summer
- 2011 - La Grotte des rêves perdus
- 2019 - Family Romance, LLC